# مقيفعة (لودر)

تعديل مصدري - تعديل

مقيفعة هي إحدى قرى عزلة زارة بمديرية لودر التابعة لمحافظة أبين، بلغ تعداد سكانها 86 نسمة حسب تعداد اليمن لعام 2004.